# Mehdi Puch-Herrantz
Mehdi Puch-Herrantz (en arabe : مهدي بوش-هيرانتز), né le 20 janvier 2004 à Paris, est un footballeur algérien qui évolue au poste de milieu défensif à l'AC Ajaccio.

## Biographie

### Débuts et formation
Mehdi Puch-Herrantz, né le 20 janvier 2004 à Paris, commence le football en France avec le Sevran FC, puis au FC Villepinte, à l'US Torcy, et au FC Montfermeil. En 2021, il s'engage avec les U19 de l'AC Ajaccio, il effectue un total de 19 matchs. En 2022, il intègre l'équipe réserve du club Corse ou il effectue un total de 44 matchs pour 1 but durant 4 saisons en National 3.

### AC Ajaccio
Le 25 Aout 2022, Mehdi Puch-Herrantz signe son premier contrat professionnel avec l'AC Ajaccio, il paraphe un contrat allant jusqu'en 2027, deux années en tant que stagiaire, trois années en tant que professionnel.
Il fait ses débuts pour son club formateur, le 10 février 2023, remplaçant Michaël Barreto, lors de la 23e journée de Ligue 1 contre l'OGC Nice (défaite 3-0).

### Parcours en sélection
Mehdi Puch-Herrantz est international junior algérien ayant joué pour l'Algérie -18 ans pendant l'année 2022 pour un total de 3 matchs joués et 1 but inscrit.

## Statistiques
| Saison                | Club                  | Championnat           | Championnat | Championnat | Championnat | Coupe(s) nationale(s) | Coupe(s) nationale(s) | Coupe(s) nationale(s) | Total | Total | Total |
| Saison                | Club                  | Division              | M.          | B.          | P.d.        | M.                    | B.                    | P.d.                  | M.    | B.    | P.d.  |
| 2021-2022             | AC Ajaccio rés.       | National 3            | 15          | 1           | 0           | 0                     | 0                     | 0                     | 15    | 1     | 0     |
| 2022-2023             | AC Ajaccio rés.       | National 3            | 19          | 0           | 0           | 0                     | 0                     | 0                     | 19    | 0     | 0     |
| 2023-2024             | AC Ajaccio rés.       | National 3            | 7           | 0           | 0           | 0                     | 0                     | 0                     | 7     | 0     | 0     |
| 2024-2025             | AC Ajaccio rés.       | National 3            | 3           | 0           | 0           | 0                     | 0                     | 0                     | 3     | 0     | 0     |
| Sous-total            | Sous-total            | Sous-total            | 44          | 1           | 0           | 0                     | 0                     | 0                     | 44    | 1     | 0     |
| 2022-2023             | AC Ajaccio            | Ligue 1               | 4           | 0           | 0           | 0                     | 0                     | 0                     | 4     | 0     | 0     |
| 2023-2024             | AC Ajaccio            | Ligue 2               | 12          | 0           | 0           | 2                     | 0                     | 0                     | 14    | 0     | 0     |
| 2024-2025             | AC Ajaccio            | Ligue 2               | 24          | 0           | 0           | 1                     | 0                     | 0                     | 25    | 0     | 0     |
| 2025-2026             | AC Ajaccio            | Ligue 2               | 0           | 0           | 0           | 0                     | 0                     | 0                     | 0     | 0     | 0     |
| Sous-total            | Sous-total            | Sous-total            | 40          | 0           | 0           | 3                     | 0                     | 0                     | 43    | 0     | 0     |
| Total sur la carrière | Total sur la carrière | Total sur la carrière | 88          | 1           | 0           | 3                     | 0                     | 0                     | 91    | 1     | 0     |